# (9330) 1990 EF7
A (9330) 1990 EF7 egy kisbolygó a Naprendszerben. Henri Debehogne fedezte fel 1990. március 3-án.